# Platydesma
Platydesma es un género con nueve especies de plantas de flores perteneciente a la familia Rutaceae. 

## Especies seleccionadas
- Platydesma auriculaefolia
- Platydesma campanulata
- Platydesma cornuta
- Platydesma fauriei
- Platydesma grandifolium
- Platydesma oahuensis
- Platydesma remyi
- Platydesma rostrata
- Platydesma spathulatum